# Stefano Giuseppe Incisa
Stefano Giuseppe Incisa (Asti, 1742 – Asti, 1819) è stato un religioso, storico e cronista italiano.

## Storia
Nacque da un'umile famiglia: il padre, Giovanni Gregorio Incisa, era un falegname ed aveva una bottega sulla via Maestra (l'odierno Corso Alfieri); frequentò il vecchio Seminario vescovile di Asti e nel 1771, a 29 anni, fu ordinato sacerdote dal vescovo Caissotti.
Cappellano del Duomo, nel 1772 il suo tenore di vita migliorò grazie all'ottenimento del Beneficio di Santa Agnese in Cattedrale, che lasciò nel 1780 per il Beneficio di San Giacomo de Sbarratis, essendo questo migliore del precedente.
Nel 1790 divenne anche cerimoniere del Capitolo della Cattedrale.
L'Incisa, seguendo la tradizione dei precedenti cronisti astigiani, da Ogerio Alfieri al Ventura e al Provenzale, riportò nel suo "Giornale di Asti" la cronaca degli avvenimenti quotidiani della città, inseriti in una visione più allargata dell'Italia e dell'Europa dal 1775 al 1818.
Alfredo Bianco, nel suo libro "Asti ai tempi della Rivoluzione e dell'Impero", afferma che l'Incisa è stato anche un valente disegnatore e un buon poeta; ciò gli permise di associarsi ad alcune Accademie.

## Il giornale di Asti
Pietro Daquino, direttore della Biblioteca del Seminario di Asti, afferma che, se l'Incisa fosse vissuto ai giorni nostri,
Da uomo di studio quale era, aveva capito la fondamentale importanza dell'informazione storica, soprattutto in campo locale.
L'opera consta di 43 volumi manoscritti, uno per anno (dal 1776 al 1818), più alcune pagine dell'anno 1819 riferite al periodo tra il 1º gennaio ed il 5 luglio.
Ogni libro è diviso in una parte cronistorica, dove sono annotate le notizie meteorologiche, quelle della città e dei dintorni, l'andamento dei prezzi delle merci, il passaggio di truppe o personaggi storici ed avvenimenti di rilevanza nazionale, ed una parte dove troviamo i vari documenti raccolti dal sacerdote (manifesti murali, circolari civili ed ecclesiastiche).
Vi si trovano inoltre componimenti poetici, composti in occasione della Corsa del Palio, delle festività di San Secondo o di altre celebrazioni.
Il giornale di Asti si apre con la notizia del Giubileo universale della Chiesa cattolica indetto da papa Pio VI il 9 aprile 1776 e termina il 5 luglio 1819.

## L'appendice "Asti nelle sue chiese ed iscrizioni"
Il volume del 1806 contiene in aggiunta un'appendice che è il frutto di un lavoro che il sacerdote in quell'anno aveva ultimato.
Il manoscritto, da lui intitolato " Asti nelle sue chiese ed iscrizioni", è costituito da 187 fogli e raccoglie tutte le iscrizioni che l'Incisa "scovò" nelle varie chiese della città fino a quel momento (1806). Inoltre vi sono tutti i disegni delle chiese della città, preceduti da un breve commento scritto.
L'importanza storica di questi documenti è evidente, visto che trattano molto spesso di edifici ormai scomparsi.
All'inizio del XIX secolo, la politica vessatoria di Napoleone nei confronti della Chiesa si fece sentire anche ad Asti ed il sacerdote lo annotò con serie preoccupazioni.
Già nei primi anni del secolo ad Asti erano stati soppressi cinque conventi e sciolte una decina di famiglie religiose.
Sembra plausibile che, in questa situazione, l'autore abbia voluto tramandare ai posteri l'immagine ottocentesca della città, prima di eventuali ulteriori distruzioni.
In uno degli anni antecedenti la prima guerra mondiale, il libro del 1806 con la preziosa appendice venne trafugato dalla biblioteca del seminario di Asti. Per fortuna, nel 1914, un astigiano appassionato di storia locale (Giovanni Montersino) riuscì almeno a recuperare a Roma l'appendice con i preziosi disegni. Il volume di cronaca del 1806 tuttora manca.

## Le cronache del Palio di Asti
Il sacerdote fu anche un assiduo spettatore ed arguto cronista della corsa del Palio.
A quel tempo la corsa era disputata "alla lunga", cioè su un percorso rettilineo lungo la Strada Maestra, e si svolgeva durante i festeggiamenti per il Santo Patrono San Secondo, nel periodo tra aprile e maggio.
Oltre ai nobili, partecipavano alla corsa le potenti Confraternite astigiane.
Grazie alle cronache dell'Incisa si è potuto tramandare e recuperare molto del "rituale" propiziatorio dei giorni che precedevano lo svolgimento della corsa. L'Incisa, quasi come un cronista sportivo ante litteram, descrisse con minuzia di particolari gli usi, le cerimonie, i riti propiziatori della festa, nonché la cronistoria della corsa, con toni a volte fiabeschi ed a volte enfatici.
Nelle sue cronache scrisse di Forzino, Balino, Baciascalino , "paggi" (fantini) plurivittoriosi, considerati dei veri e propri eroi dell'epoca e contesi dai vari sodalizi.

## Il panorama politico al tempo di Stefano Incisa
Il sacerdote documentò uno dei periodi della storia più ricchi di avvenimenti e trasformazioni politiche: prima l'avvento della rivoluzione francese e poi il periodo napoleonico influenzarono e modificarono i destini dell'Italia e dell'Europa.
Fu testimone della rivoluzione scoppiata ad Asti nel 1797 e che rovesciò il dominio sabaudo e proclamò la Repubblica Astese (durata però solo una settimana e sedata nel sangue).
Essendo un uomo mite e pacifico, non vedeva di buon occhio le novità giacobine e repubblicane e nel volume del 1800 ricordò come, all'arrivo ad Asti dei francesi vittoriosi a Marengo, dovette fuggire per paura di rappresaglie da parte dei patrioti locali.
Descrisse anche Napoleone Bonaparte durante la sua visita ad Asti il 29 aprile 1805:

## Commemorazioni
Nel 1919, ricorrendo il primo centenario della morte, sulla facciata della sua casa natia fu apposta, per iniziativa del Municipio di Asti, una lapide commemorativa a ricordo della sua opera.

## Galleria di disegni
Alcuni disegni dell'Incisa raccolti nell'appendice "Asti nelle sue chiese ed iscrizioni".

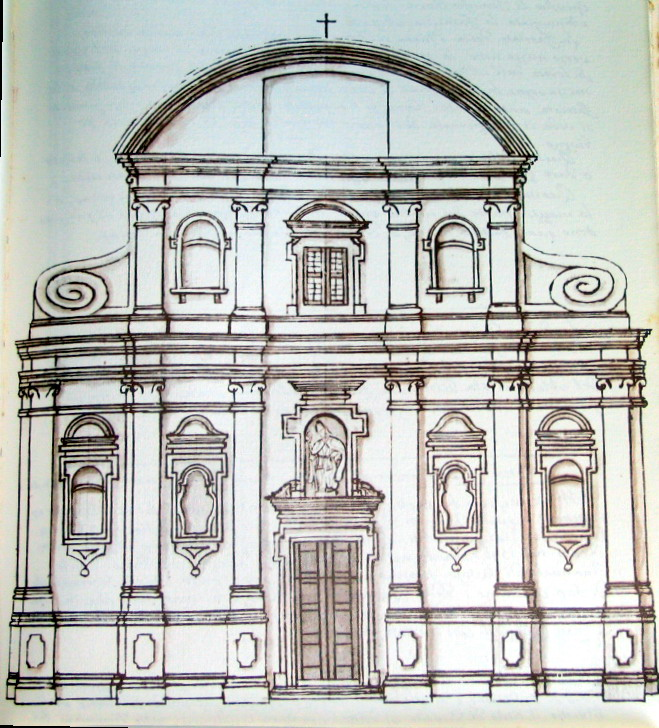
Chiesa di San Martino
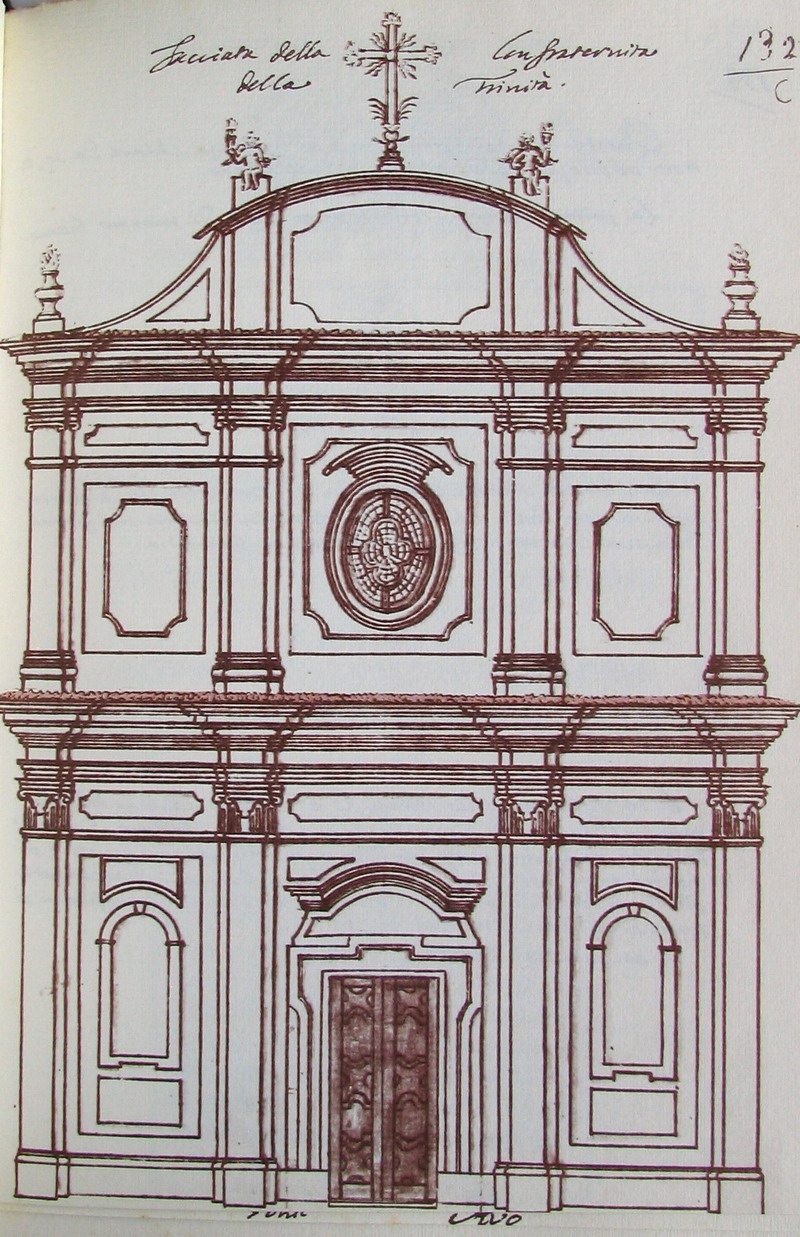
Chiesa della Confraternita della Santissima Trinità e Sant'Evasio
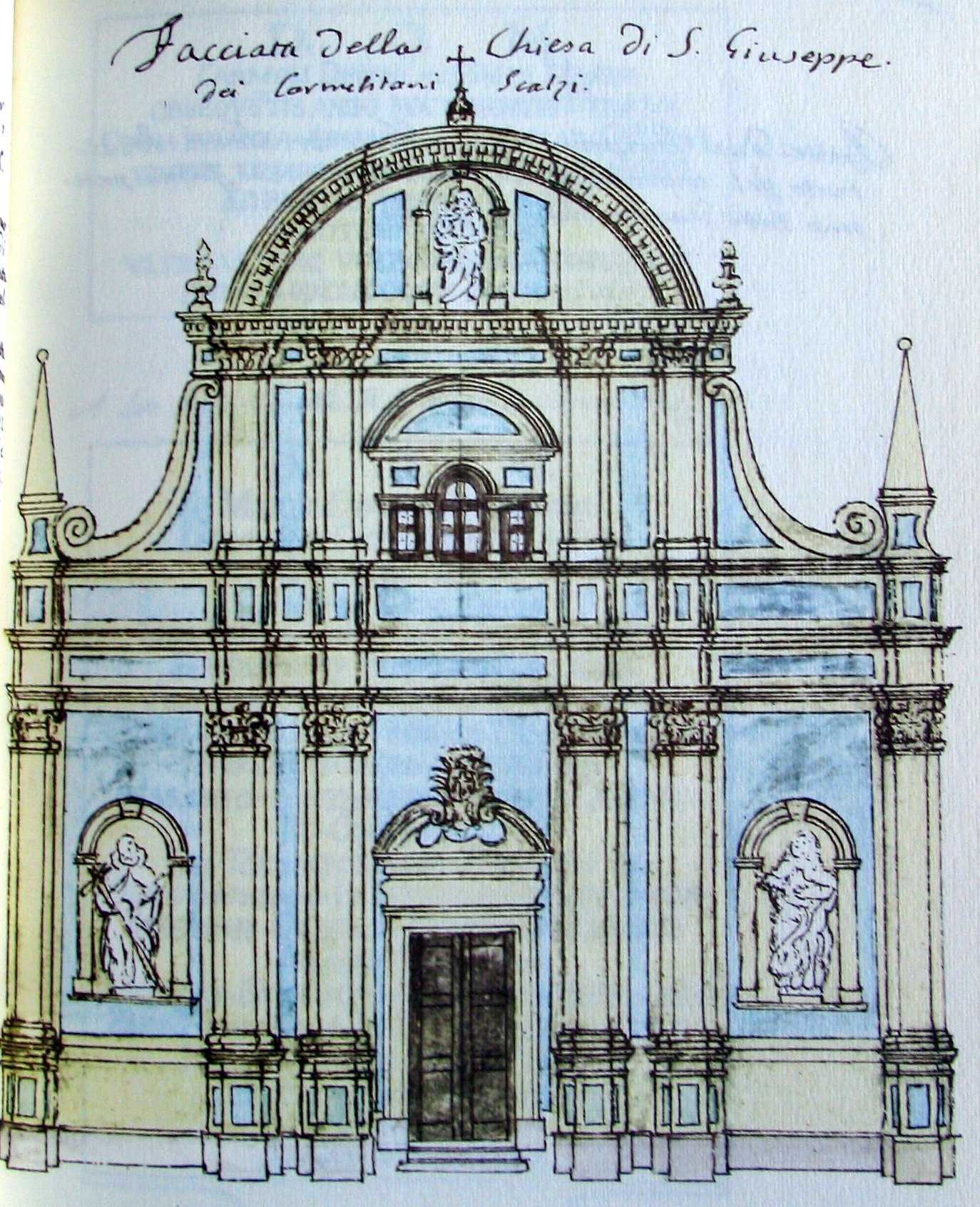
Ex chiesa di San Giuseppe
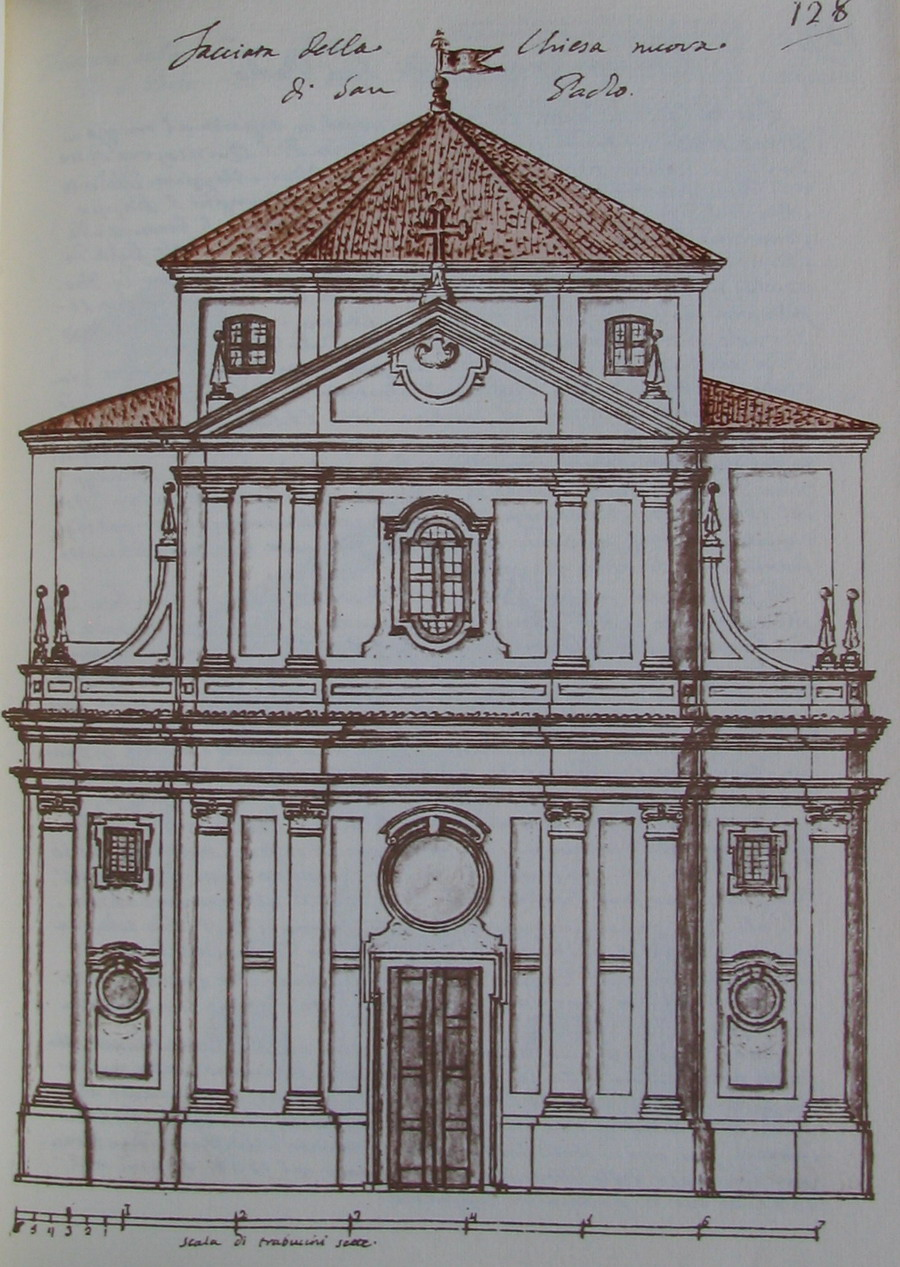
Chiesa di San Paolo
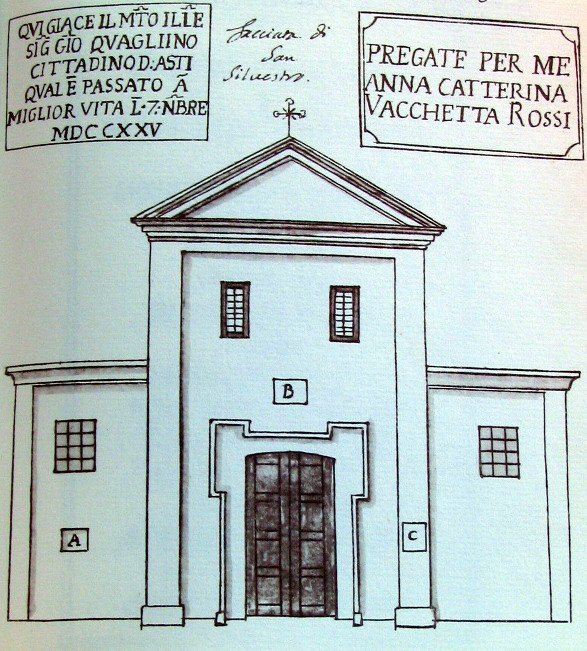
Chiesa di San Silvestro
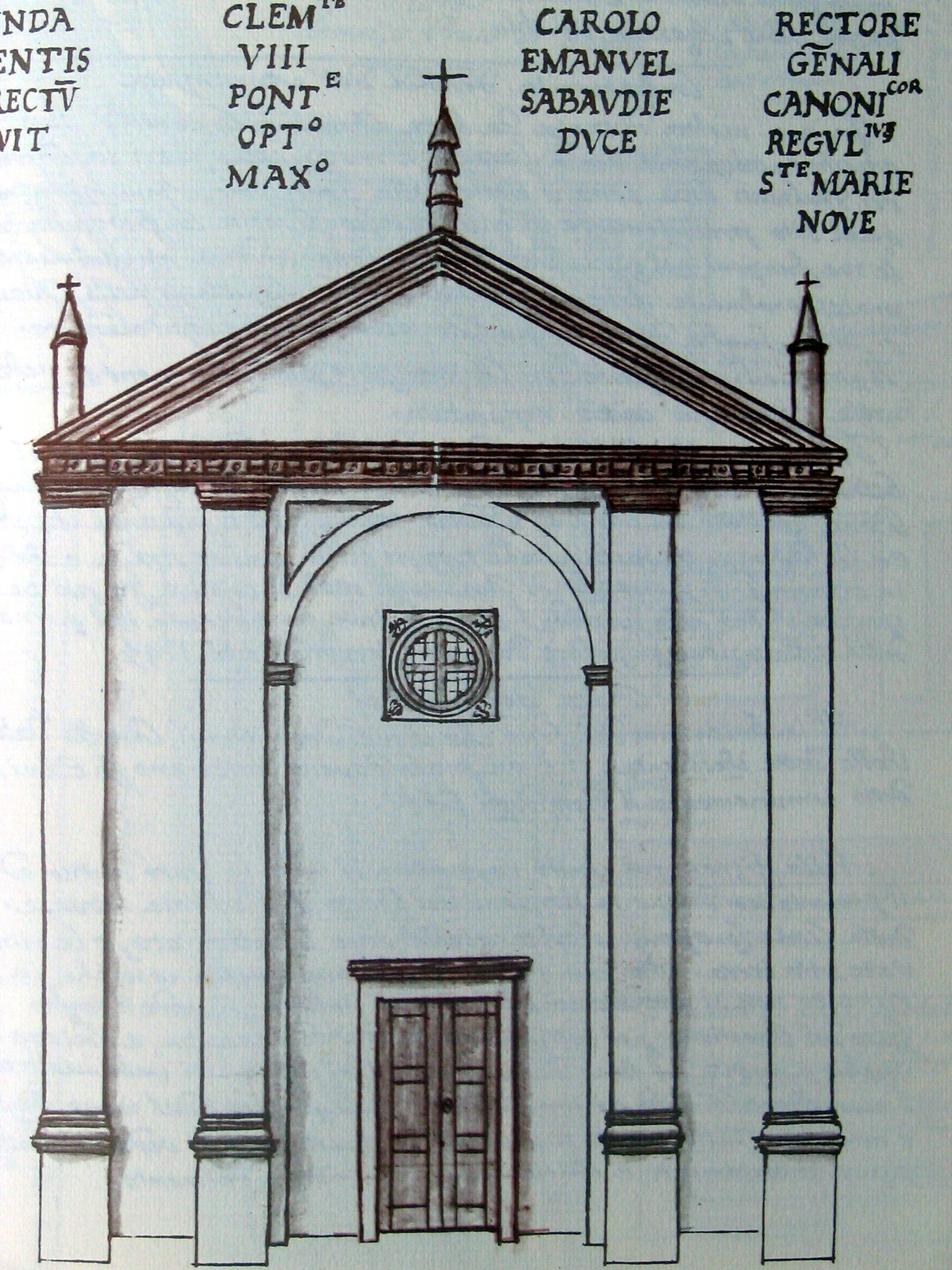
Chiesa di Santa Maria Nuova
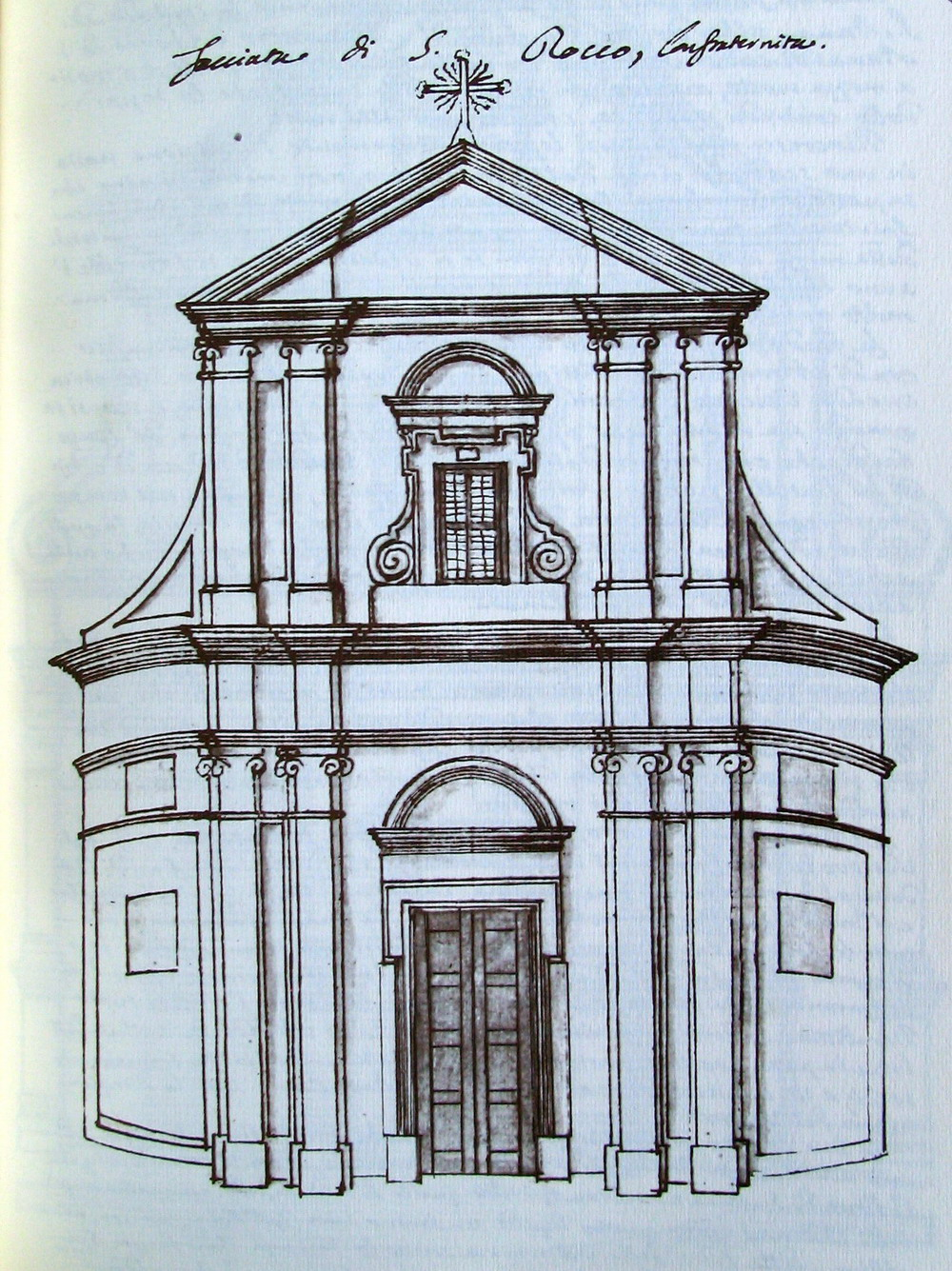
Chiesa di San Rocco
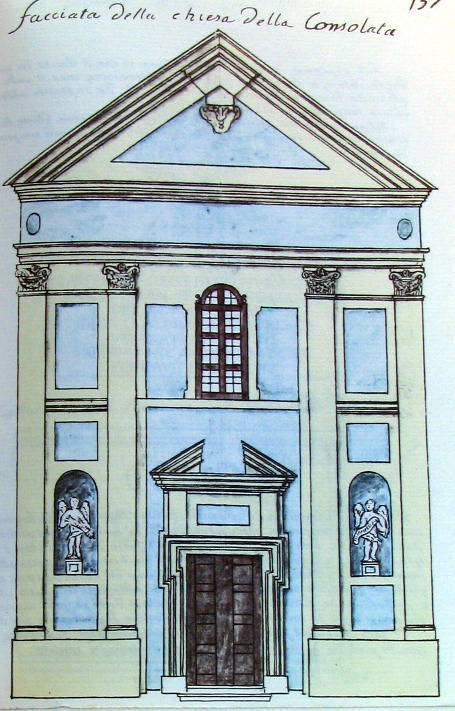
Chiesa e monastero della Consolata
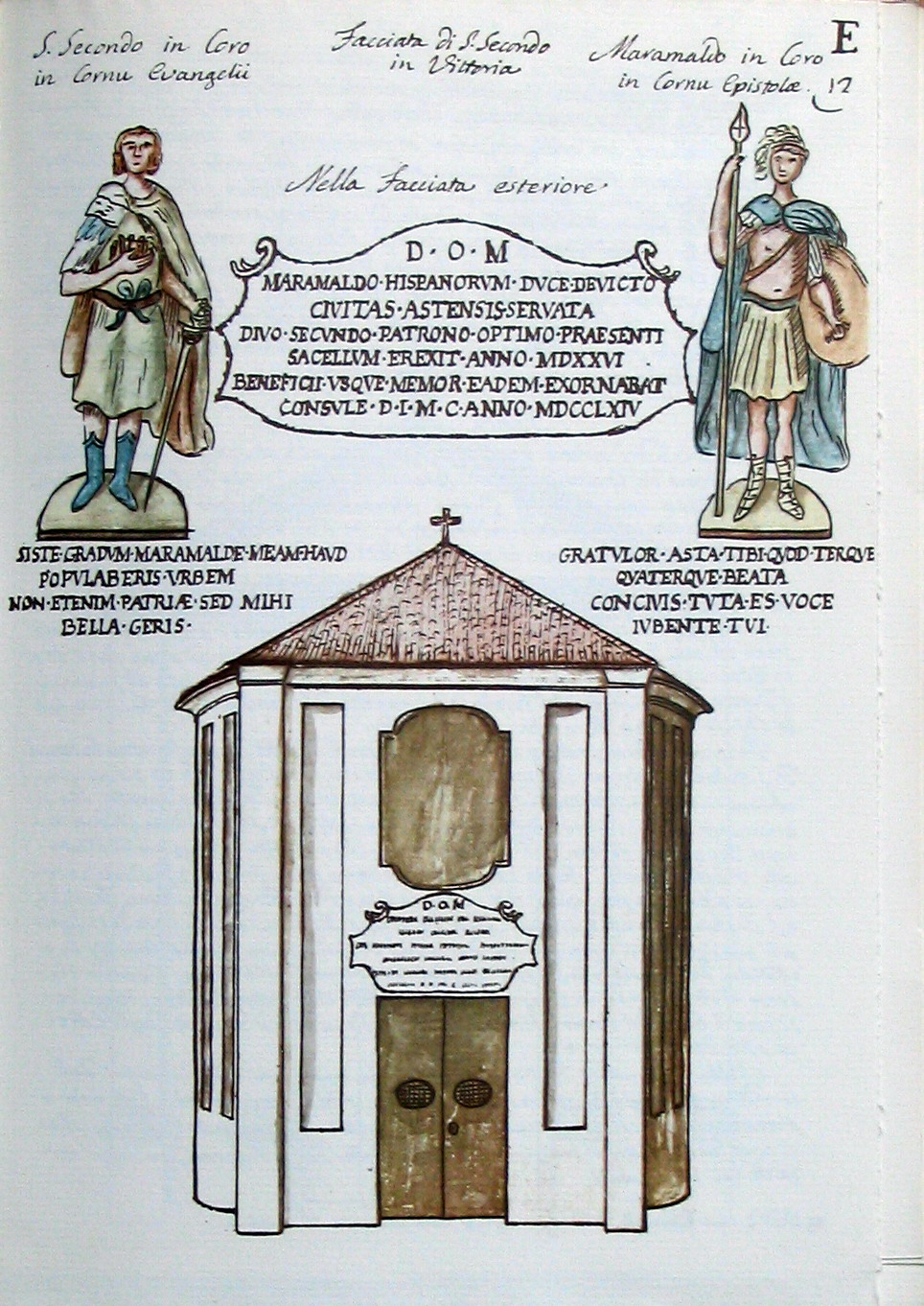
Chiesa ed iscrizioni di San Secondo della Vittoria
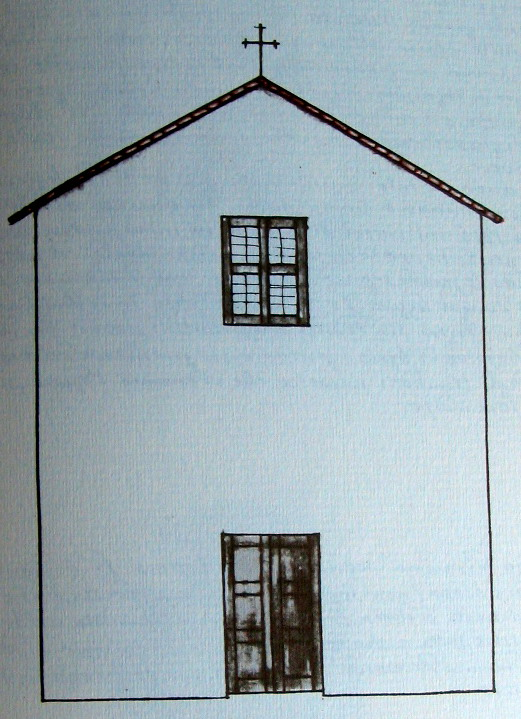
Chiesa di San Quirico